# إيمي لين باكستر
إيمي لين باكستر (بالإنجليزية: Amy Lynn Baxter)‏ هي عارضة أمريكية، ولدت في 6 سبتمبر 1967 في بليموث في الولايات المتحدة.

## وصلات خارجية
- إيمي لين باكستر على موقع IMDb (الإنجليزية)
- إيمي لين باكستر على موقع قاعدة بيانات الفيلم (الإنجليزية)